# کتائب امام‌علی
کتائب امام علی (عربی: کتائب الإمام علی) گروه شبه‌نظامی شیعهٔ عراقی و زیرمجموعه حشد شعبی است که در ژوئن ۲۰۱۴ تشکیل شد و بر ضد داعش می‌جنگید.